# Schloss Einstein/Webisoden
Schloss Einstein (Webisoden) enthält alle sogenannten Webisoden der deutschen Seifenoper für Kinder und Jugendliche Schloss Einstein. Die 1. Staffel Schloss Webstein umfasst 6 Episoden, und die 2. Staffel Schloss Webstein – Nachts im Internat umfasst 12 Episoden.

## Episoden

### Staffel 1: Schloss Webstein
| Nr. | Originaltitel              | Erstausstrahlung | Regie       |
| --- | -------------------------- | ---------------- | ----------- |
| 1   | Mensch Martha!             | 27. Nov. 2016    | Marco Gadge |
| 2   | Direktor auf der Flucht    | 4. Dez. 2016     | Marco Gadge |
| 3   | Luisationell               | 11. Dez. 2016    | Marco Gadge |
| 4   | Nie wieder Cha-cha-cha!    | 18. Dez. 2016    | Marco Gadge |
| 5   | Orkan und der Bunny-Magnet | 24. Dez. 2016    | Marco Gadge |
| 6   | Ziemlich beste Feinde      | 31. Dez. 2016    | Marco Gadge |

### 360°-Webisode
| Nr. | Originaltitel        | Erstausstrahlung | Regie         |
| --- | -------------------- | ---------------- | ------------- |
| 1   | Frohe Einsteinachten | 3. Dez. 2017     | Nils Dettmann |

### Staffel 2: Schloss Webstein – Nachts im Internat
| Nr. | Originaltitel                                 | Erstausstrahlung | Regie              |
| --- | --------------------------------------------- | ---------------- | ------------------ |
| 1   | Happy Birthday, Henri!                        | 19. Feb. 2018    | Julia Peters       |
| 2   | Dancing Pawel                                 | 22. Feb. 2018    | Nils Dettmann      |
| 3   | Der Lehrer Coup                               | 26. Feb. 2018    | Nils Dettmann      |
| 4   | Schloss Digital                               | 1. März 2018     | Franziska Pohlmann |
| 5   | Küchen-Check mit Orkan                        | 5. März 2018     | Franziska Pohlmann |
| 6   | Rike im Netz                                  | 8. März 2018     | Marco Gadge        |
| 7   | Die Rache des Pit                             | 12. März 2018    | Marco Gadge        |
| 8   | Moritz im Sportmodus                          | 15. März 2018    | Nils Dettmann      |
| 9   | Die Super-Special-Overnight-Express-Lieferung | 19. März 2018    | Nils Dettmann      |
| 10  | Security Check: Failed                        | 22. März 2018    | Severin Lohmer     |
| 11  | Handyfalten                                   | 26. März 2018    | Severin Lohmer     |
| 12  | Galaktisches Einstein                         | 29. März 2018    | Julia Peters       |

### Staffel 3: Schloss Einstein – Erwachsene allein zu Haus
| Nr. | Originaltitel                                | Erstausstrahlung | Regie         | Drehbuch                               |
| --- | -------------------------------------------- | ---------------- | ------------- | -------------------------------------- |
| 1   | Hart wie Beton – mit Holopainen und Hauser   | 23. Feb. 2021    | Nils Dettmann | Dana Bechtle-Bechtinger, Nils Dettmann |
| 2   | Hampelmänner – mit Hauser                    | 24. Feb. 2021    | Nils Dettmann | Dana Bechtle-Bechtinger, Nils Dettmann |
| 3   | Versteckte Botschaften – mit Holopainen      | 25. Feb. 2021    | Nils Dettmann | Dana Bechtle-Bechtinger, Nils Dettmann |
| 4   | Powerstütz – Hauser                          | 26. Feb. 2021    | Nils Dettmann | Dana Bechtle-Bechtinger, Nils Dettmann |
| 5   | Schleimige Angelegenheiten – mit Holopainen  | 2. März 2021     | Nils Dettmann | Dana Bechtle-Bechtinger, Nils Dettmann |
| 6   | Super Squats – mit Hauser                    | 3. März 2021     | Nils Dettmann | Dana Bechtle-Bechtinger, Nils Dettmann |
| 7   | Warmhalten – mit Holopainen                  | 4. März 2021     | Nils Dettmann | Dana Bechtle-Bechtinger, Nils Dettmann |
| 8   | Im Gleichgewicht – mit Hauser und Holopainen | 5. März 2021     | Nils Dettmann | Dana Bechtle-Bechtinger, Nils Dettmann |